# Communauté de communes du Pays d'Arnay

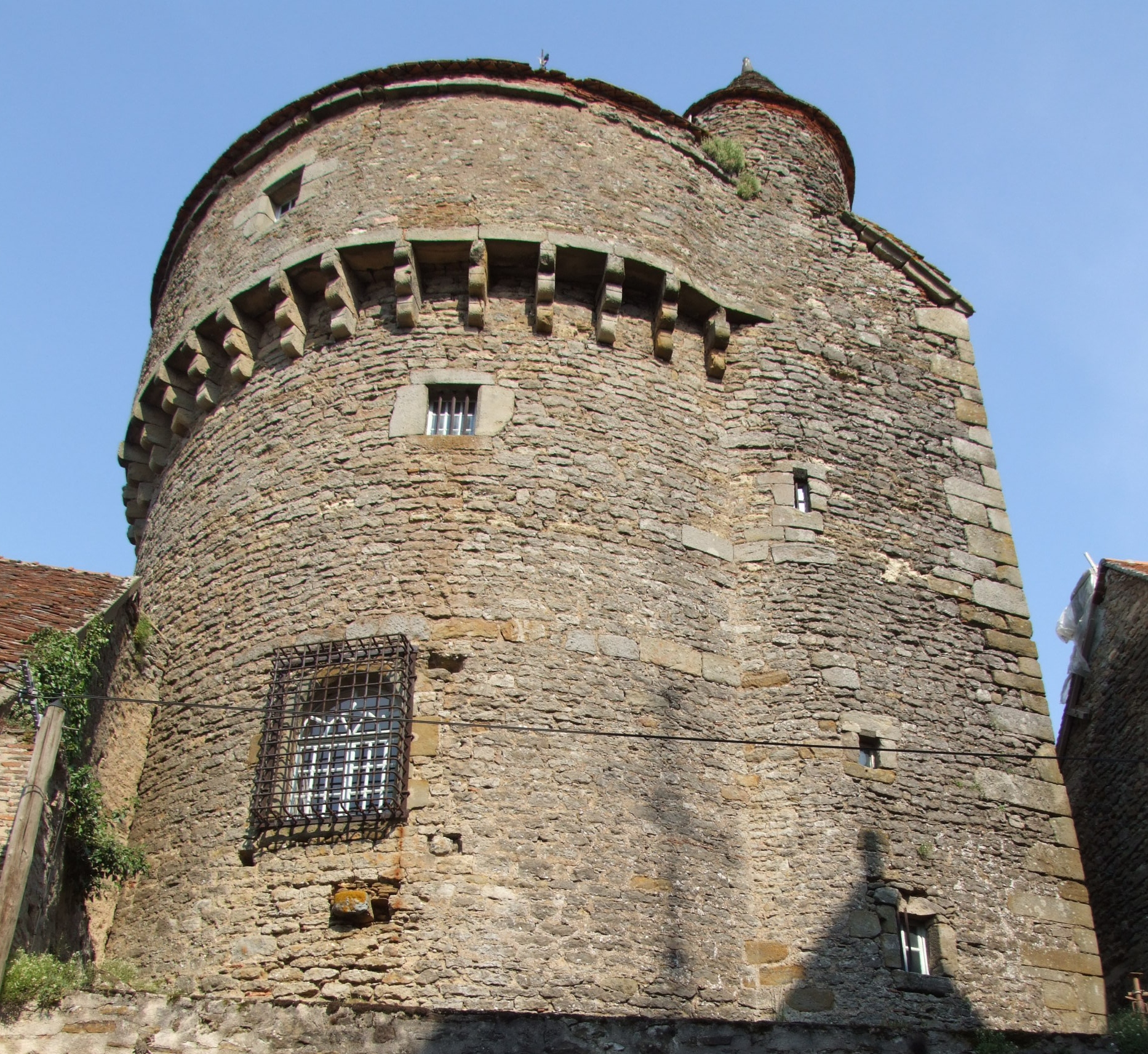
Tour de la motte forte d'Arnay-le-Duc en 2007.

La Communauté de communes du Pays d'Arnay était une communauté de communes française, située dans le département de la Côte-d'Or et la région Bourgogne-Franche-Comté.

## Histoire
La communauté de communes avait été créée le 1er janvier 2002, entraînant la suppression du syndicat intercommunal à vocation multiple (SIVOM) existant.  Elle a été dissoute le 31 décembre 2016. La nouvelle intercommunalité s'appelle : CC du Pays d'Arnay Liernais.

## Composition
| Nom                    | Code Insee | Gentilé       | Superficie (km2) | Population (dernière pop. légale) | Densité (hab./km2) |
| ---------------------- | ---------- | ------------- | ---------------- | --------------------------------- | ------------------ |
| Arnay-le-Duc (siège)   | 21023      | Arnétois      | 11,95            | 1 492 (2014)                      | 125                |
| Allerey                | 21009      | Alériens      | 18,99            | 169 (2014)                        | 8,9                |
| Antigny-la-Ville       | 21015      | Antinniens    | 8,40             | 118 (2014)                        | 14                 |
| Champignolles          | 21140      | Champainolois | 6,34             | 75 (2014)                         | 12                 |
| Clomot                 | 21181      | Clomois       | 8,49             | 129 (2014)                        | 15                 |
| Culètre                | 21216      | Culibrais     | 5,59             | 91 (2014)                         | 16                 |
| Cussy-le-Châtel        | 21222      | Cusséens      | 7,23             | 107 (2014)                        | 15                 |
| Le Fête                | 21264      | Festois       | 3,11             | 53 (2014)                         | 17                 |
| Foissy                 | 21274      | Foisséens     | 15,12            | 165 (2014)                        | 11                 |
| Jouey                  | 21325      | Jouyais       | 24,26            | 187 (2014)                        | 7,7                |
| Lacanche               | 21334      | Lacanchois    | 7,16             | 579 (2014)                        | 81                 |
| Longecourt-lès-Culêtre | 21354      | Longecortiens | 4,43             | 49 (2014)                         | 11                 |
| Magnien                | 21363      | Magniénois    | 24,43            | 332 (2014)                        | 14                 |
| Maligny                | 21374      | Malinéens     | 16,72            | 213 (2014)                        | 13                 |
| Mimeure                | 21414      | Mimeurois     | 13,83            | 305 (2014)                        | 22                 |
| Musigny                | 21447      | Musiniacois   | 6,11             | 79 (2014)                         | 13                 |
| Saint-Pierre-en-Vaux   | 21566      | Pétrivalois   | 10,86            | 140 (2014)                        | 13                 |
| Saint-Prix-lès-Arnay   | 21567      | Préjectais    | 11,29            | 238 (2014)                        | 21                 |
| Viévy                  | 21683      | Vétivicois    | 32,88            | 350 (2014)                        | 11                 |
| Voudenay               | 21715      | Vuldonais     | 21,45            | 188 (2014)                        | 8,8                |

## Administration
- Président :

Jérôme Soupart, conseiller municipal d'Arnay-le-Duc.
- Vice-Présidents :

Alain Bélorgey, maire de Saint-Prix-lès-Arnay
Gérard Dambrun, adjoint au maire d'Arnay-le-Duc
Jean-Louis Bouley, maire de Magnien.
Martine Desbois, maire de Maligny